# بخش اسفندقه
بخش اسفندقه یکی از بخش های شهرستان جیرفت در استان کرمان ایران است.
در تقسیمات کشوری جدید ایران که در سال ۱۳۱۶ خورشیدی شکل گرفت، اسفندقه یکی از دهستان‌های بخش ساردوئیه بود.در ۲۹ مهر ۱۳۲۶ در دولت مصوب شد که دهستان اسفندقه و دهستان راین از بخش ساردوئیه جدا و به مرکزیت اسفندقه به بخش ارتقا پیدا کنند و تابع شهرستان جیرفت گردند.که البته به مرحله اجرا نرسید.
سالهای پس از انقلاب از بخش ساردوئیه منتزع و به بخش مرکزی جیرفت ملحق شد،سپس در تاریخ ۱۵ اسفند ۹۷ با تصویب دولت،این دهستان به بخش تبدیل گردید.

## تقسیمات کشوری
- بخش اسفندقه
  - دهستان اسفندقه
  - دهستان فردوس